# Achilles August von Lersner

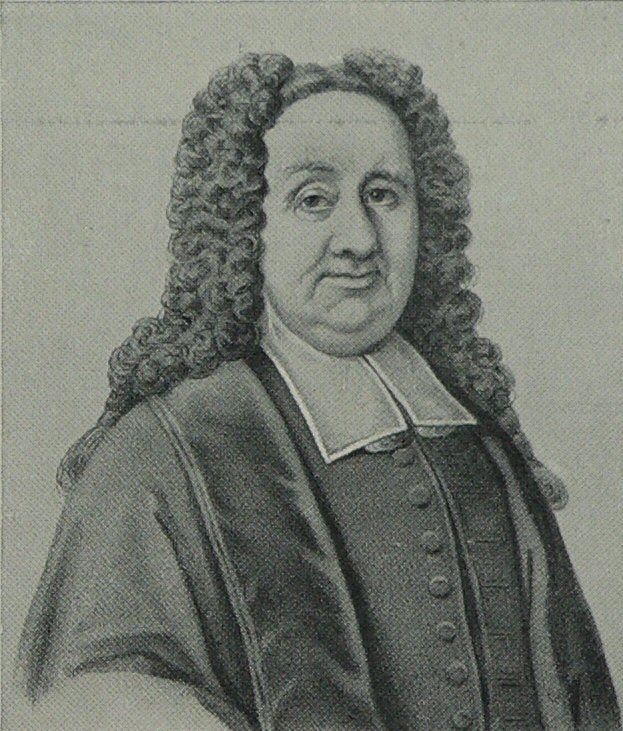
Achilles August von Lersner

Achilles August von Lersner (latinisierte Schreibweise Achilles Augustus von Lersner; * 29. April 1662 in Frankfurt am Main; † 29. Dezember 1732 ebenda) war ein Frankfurter Patrizier und Chronist.

## Familie
Die Familie Lersners stammte aus Felsberg in Niederhessen, wo sie sich bis ins 14. Jahrhundert nachweisen lässt. Ihre Nachkommen waren als Beamte oder Gelehrte in Marburg ansässig. Hermann Lersner, Professor der Rechte zu Marburg, heiratete 1566 die Frankfurter Patriziertochter Elisabeth Rauscher, wodurch er Ganerbe der Patriziergesellschaft Alten Limpurg wurde. Seine Nachkommen wurden Frankfurter Bürger.
Achilles August von Lersner wurde am 29. April 1662 als eines von elf Kindern des 1681 geadelten Stadtschultheißen Heinrich Ludwig von Lersner und dessen Ehefrau Maria Antoniette Löffler von und zu Neidingen geboren. 1696 heiratete er Anna Rosina Steffan von Cronstetten, die jedoch bald darauf starb. 1699 schloss er die Ehe mit Anna Sibylla Ochs von Ochsenstein.
Von seinen neun Kindern überlebte nur der 1701 geborene Sohn Georg August von Lersner. Achilles August von Lersner starb am 29. Dezember 1732 in seiner Vaterstadt.

## Leben

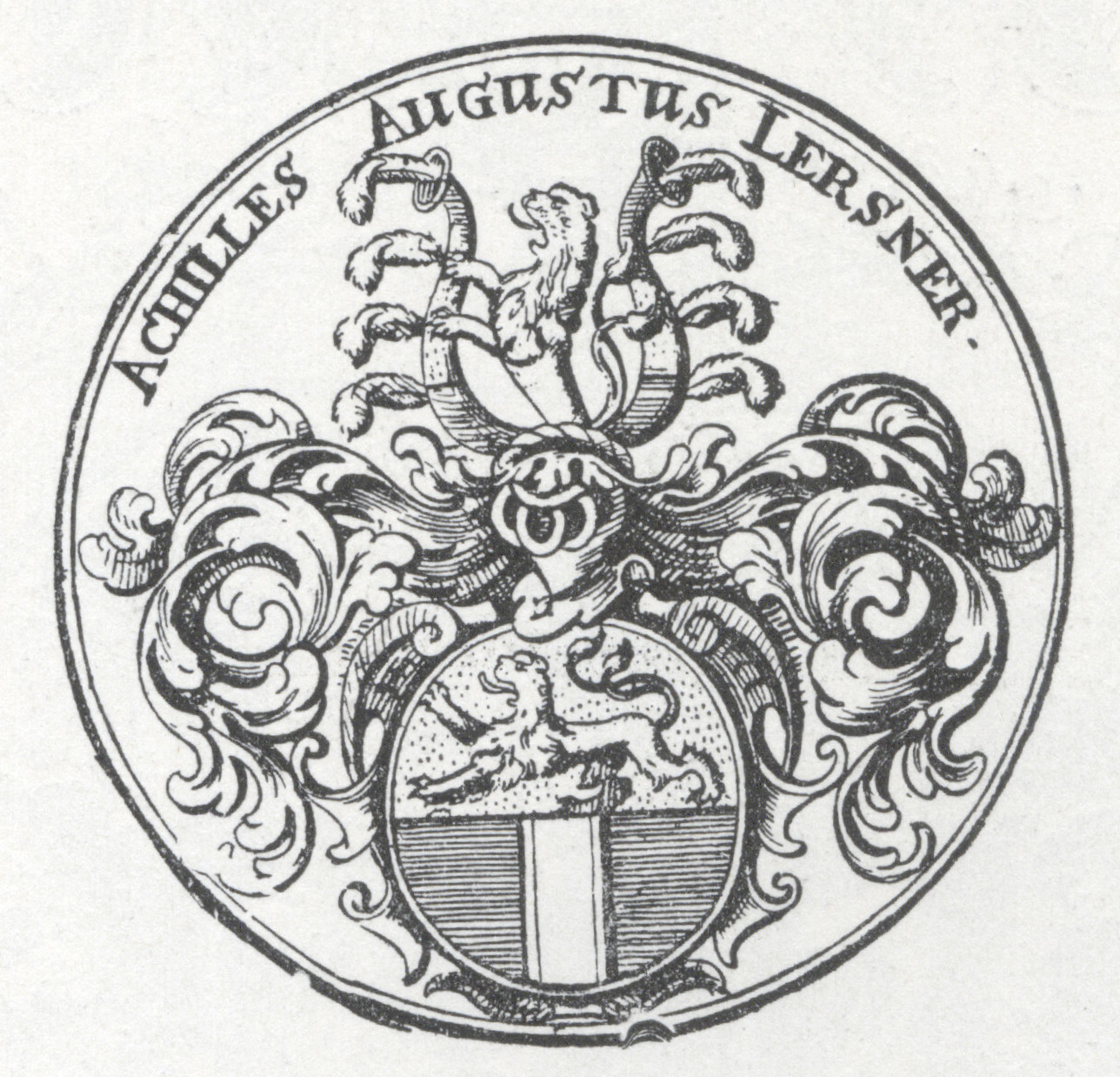
Exlibris von Achilles August von Lersner

Er besuchte ab 1681 das Gymnasium in Durlach. Ab dem 3. Juli 1682 studierte er Rechtswissenschaften an der Universität Tübingen, ab dem 28. April 1684 an der Universität Gießen und ab dem 12. Juli 1687 an der Universität Basel.  Danach reiste er nach Genf, Augsburg (1689), in die Niederlande und nach Sachsen. 1715 wurde er Ratsherr, 1721 Jüngerer Bürgermeister und 1722 Schöffe. In den Jahren 1727, 1728 und 1730 wurde er in das Amt des Älteren Bürgermeisters gewählt.

## Bedeutung und Werk
Lersners bedeutendes Werk ist die erstmals 1706 erschienene Chronik von Frankfurt (Der weit-berühmten Freyen Reichs-, Wahl- und Handels-Stadt Franckfurt am Mayn Chronica), ein Folioband aus 180 Bögen. Der zweite Band der Chronik erschien 1734; er wurde postum von seinem Sohn Georg August herausgegeben. Ein dritter Band war in Vorbereitung, wurde jedoch nie veröffentlicht. Der handschriftliche Entwurf Georg Augusts befindet sich heute im Besitz des Instituts für Stadtgeschichte.
Anders als die ältesten Frankfurter Chroniken aus dem 16. Jahrhundert, die von Geistlichen anhand von Überlieferungen oder eigenen Aufzeichnungen verfasst wurden, standen Lersner neben solchen Aufzeichnungen auch amtliche Quellen zur Verfügung. Die umfangreiche Chronik enthält manche Unrichtigkeiten, da Lersner mit seinen Quellen aus heutiger Sicht unkritisch umging. Andererseits standen ihm offenbar Urkunden und Dokumente zur Verfügung, die seither verlorengingen, so dass die Chronik selbst eine wichtige Quelle für die heutige Geschichtsschreibung darstellt.

### Werk
- Der Weit-berühmten Freyen Reichs-Wahl- und Handels-Stadt Franckfurt am Mayn Chronica, 1706 Band 1, 1734 Band 2.